# Sint-Martinuskerk (Horn)

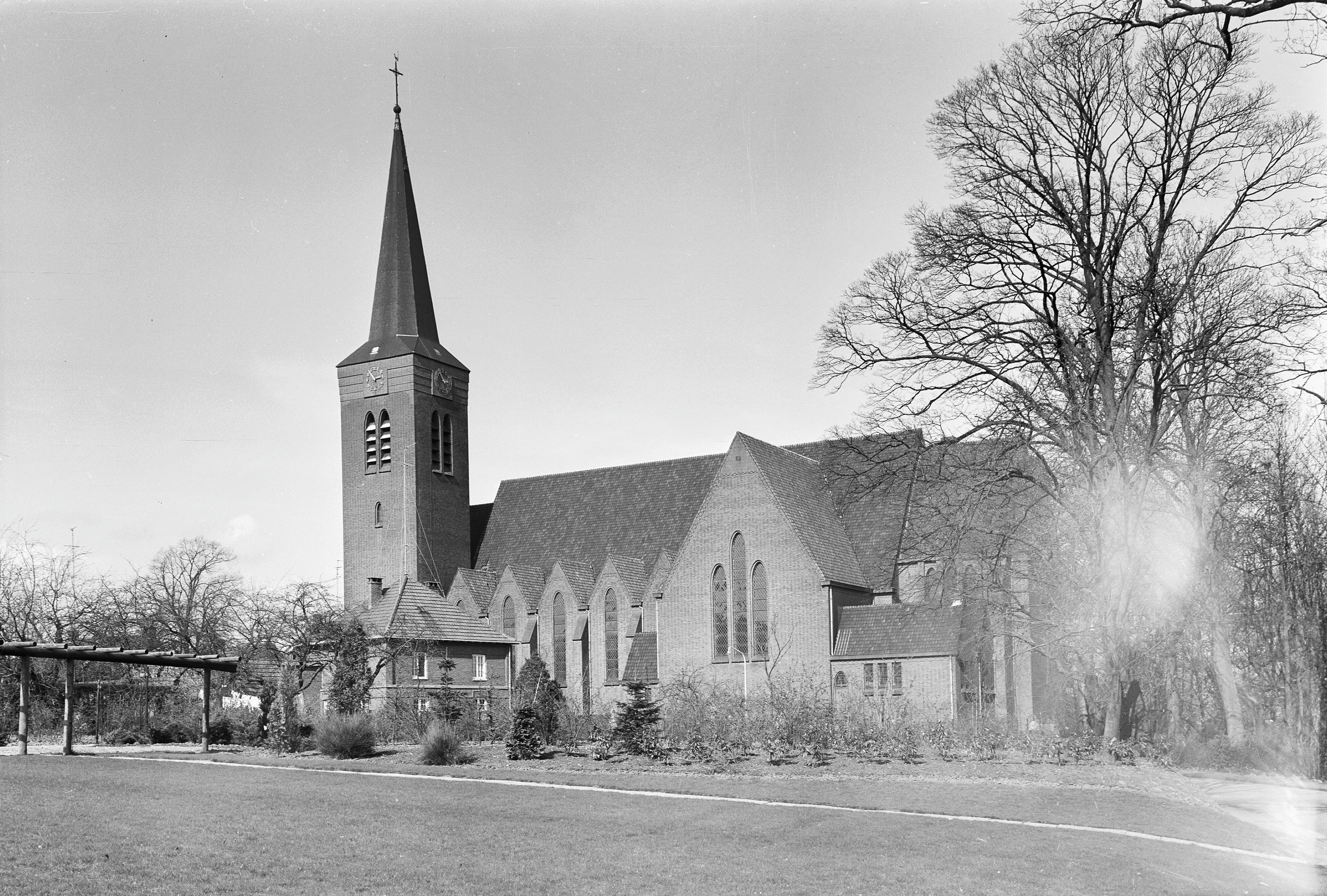
Sint-Martinuskerk

De Sint-Martinuskerk is de parochiekerk van Horn, gelegen aan Kerkstraat 3 in de Nederlandse gemeente Leudal.

## Geschiedenis
De parochie van Horn is oud, en werd omstreeks 957 al schriftelijk vermeld. Een in romaanse stijl gebouwde kerk werd in 1837 gesloopt en vervangen door een waterstaatskerk. Omstreeks 1936 werd deze op zijn beurt afgebroken en de huidige kerk, ontworpen door Stefan Dings, kwam ervoor in de plaats. In oktober 1944 werd de torenspits opgeblazen door de terugtrekkende Duitsers, doch nadien spoedig hersteld.

## Gebouw en inventaris
Het betreft een driebeukige bakstenen kruiskerk, waarvan in het interieur de paraboolbogen opvallen. Ook de vensters en toegangsdeuren hebben parabool-achtige bogen.
De voorgevel wordt geflankeerd door een aangebouwde vierkante toren.
Het doopvont, uitgevoerd in zwart marmer, dateert van 1840. Eugène Laudy vervaardigde enkele gebrandschilderde ramen. Op het kerkhof vindt men een grafkruis uit 1626 en een neogotische grafzerk uit 1858.